# Thái Đào
Thái Đào là một xã thuần nông thuộc huyện Lạng Giang, tỉnh Bắc Giang, Việt Nam.

## Diện tích, dân số
Xã có diện tích 10,42 km², dân số tính đến cuối năm 2019 là 10.958 người, mật độ cao dân số 1.051 người/km².

## Địa lý
Xã Thái Đào nằm ở cực Nam của huyện Lạng Giang cách huyện lỵ là thị trấn Vôi 10 km, cách tỉnh lỵ là thành phố Bắc Giang là 7 km. Chiều dài nhất từ Bắc xuống Nam là 5 km, chiều rộng nhất từ Đông sang Tây là 3,65 km.
Vị trí địa lý:
- Phía Bắc giáp xã Tân Dĩnh huyện Lạng Giang;
- Phía Đông Bắc giáp xã Xương Lâm huyện Lạng Giang;
- Phía Đông giáp xã Đại Lâm huyện Lạng Giang;
- Phía Nam và Đông Nam giáp phường Tân An thành phố Bắc Giang;
- Phía Tây Nam giáp phường Hương Gián thành phố Bắc Giang [4]
- Phía Tây giáp phường Dĩnh Trì thành phố Bắc Giang.

Trước Cách Mạng Tháng Tám năm 1945, xã Thái Đào thuộc tổng Thái Đào. Tổng Thái Đào đầu thế kỷ XIX thuộc huyện Phượng Nhỡn, phủ Lạng Giang, Kinh Bắc. Tổng gồm 5 xã: Thái Đào, Hương Gián, Gia Sơn, Thiếp Trì và Lạc Giản. Đầu thế kỷ XX tổng Thái Đào thuộc huyện Phượng Nhỡn, phủ Lạng Giang, tỉnh Bắc Giang.
Xã Thái Đào ngày nay được thành lập năm 1958 tách ra khỏi xã Thái Sơn (nay là xã Hương Gián huyện Yên Dũng) gồm 3 xã cũ là: Thái Đào (có các thôn: Giạ, Mỹ, Then, Ghép và Chùa), Trung Lập (gồm có: Cống, Gốm và Vạc), Thiếp Trì (thôn Sen).
Thái Đào là nơi có vị trí thiên nhiên, địa văn hóa thuận lợi, từ xưa đã có con người xuất hiện trên mảnh đất Thái Đào. Trải qua những biến cố lịch sử nên nhiều dòng họ, gia đình đã đến sinh sống và định cư tại đây làm cho mảnh đất này thêm đa dạng về văn hóa. Phong tục tập quán của Thái Đào mang đậm bản sắc của văn hóa cổ truyền của người Việt ở đồng bằng trung du Bắc Bộ. Hiện Thái Đào còn lưu lại được một bản tục lệ của xã Thiếp Trì, Trung Lập khi xưa. Bản tục lệ lập năm Cảnh Hưng thứ 41 (1780) bởi Hương lão, Lý dịch cùng toàn dân hai xã Thiếp Trì và Trung Lập tổng của Thái Đào. Bản tục lệ gồm 30 điều, có một số điều như:
- Gia đình nào có việc hiếu thì người trong nhà sẽ đem theo trầu cau đến xin tư văn của bản xã để hành lễ, đồng thời nói với trưởng văn để trưởng văn triệu tập mọi người rồi cắt việc cho gia chủ.
- Người nào trong xã tự tiện phế, khiếm các công việc của hương đảng và các phu dịch thì sẽ không được dự vào âm dương tế pháp.
- Người nào trong hội tư văn mắc lỗi thì trong các lệ tế, tư văn sẽ cho ngồi ngoài mà không được vào tế lễ trong đình.
- Bản xã có 3 thôn, trong thôn có nhiều lúa, hoa màu và cây cối vì vậy người nào ăn trộm sẽ bị phạt 3 quan, người bắt được sẽ được thưởng 1 quan.
Đơn vị hành chính:
Thái Đào có 15 thôn là Chùa, Cống, Đồ, Đồng Rợ Mỏ, Giạ, Ghép, Gốm, Mầu, Mỹ, Quýnh Rã, Thái An, Tân Đông, Then, Thiếp Trì (Sen) và thôn Vạc. Trụ sở cơ quan hành chính của xã được đặt tại thôn Thái An.
Theo quy hoạch đến năm 2030, Thái Đào sẽ trở thành thị trấn đô thị loại IV

## Người thành danh
Chính trị:
TS. Nguyễn Văn Dũng (Thôn Mỹ) hiện là thành viên Hội đồng Thẩm phán Tòa án Nhân dân Tối cao Ông nguyên là Phó Chánh án Tòa án nhân dân cấp cao tại Đà Nẵng; Chánh án Tòa án nhân dân tỉnh Kon Tum.
Khoa học - Giáo dục:
1. TS Giáp Văn Dương (thôn Then) tốt nghiệp Tiến sĩ tại Đại học Công nghệ Viên (Áo) năm 2006 và có nhiều năm học tập làm việc tại nước ngoài: Đại học Quốc gia Chonbuk (2000-2002, Hàn Quốc); Đại học công nghệ Viên (2003-2006, Áo); Đại học Liverpool (2007-2010, Anh); Đại học Quốc gia Singapore (2010-2013). Năm 2013, TS. Giáp Văn Dương trở về Việt Nam để hoạt động trong lĩnh vực giáo dục và đào tạo. Năm 2015, Ông được Asia Foundation bầu chọn là Lãnh đạo trẻ Châu Á thế kỷ 21 cho các đóng góp trong lĩnh vực này. TS. Giáp Văn Dương là người sáng lập GiapCoach với chương trình đạo tạo Khai sáng[8]. Ông cũng là Thành viên Hội đồng Quản trị trường Tiểu học Times Schools[9].

Nghệ thuật:
1. Đạo diễn, NSND Bùi Đắc Sừ (1948 - 18/4/2019) người thôn thôn Then, nguyên Giám đốc Nhà hát Chèo Việt Nam, Huân chương Lao động Hạng Ba, Giải thưởng Nhà nước về Văn học Nghệ thuật.
2. Đạo diễn, NSƯT Hà Quốc Minh (thôn Then), nguyên Quyền Giám đốc Nhà hát Chèo Việt Nam.
3. Đạo diễn, NSƯT Nguyễn Ngọc Kình (thôn Chùa), Phó Giám đốc Nhà hát Chèo Việt Nam.
4. Nhạc sỹ Trần Vinh, Nhà hát Chèo Việt Nam.[10]
5. Hà Huy Bái (thôn Then), Nhà hát Chèo Bắc Giang.[10]
6. Nguyễn Thị Kim Huê, Trường Đại học Văn hóa Nghệ thuật Quân đội.[10]

Tiếp nối truyền thống của lớp ông cha đi trước, hiện nay có không ít nghệ sỹ trẻ quê hương Thái Đào đang ngày đêm âm thầm đóng góp và cống hiến cho nền nghệ thuật nước nhà. Có thể kể đến một số nghệ sỹ trẻ tiêu biểu như: Nghệ sỹ tài năng trẻ Thanh Thảo của Nhà hát Chèo Việt Nam, nghệ sỹ Phương Nga của Nhà hát Chèo Quân Đội, Nghệ sỹ Giáp Văn Chương, Nghệ sỹ Hà Văn Cường (Nhà hát Chèo Việt Nam),...
Làng Then của xã Thái Đào còn được biết đến là làng Vĩ Cầm duy nhất tại Việt Nam. Năm 2012 nhóm Violon Làng Then đã vinh dự vào đến Bán kết 3 chương trình Vietnam's Got Talent.
Thể thao:
Nguyễn Sỹ Chiến (thôn Giạ) trưởng thành từ lò đạo tạo Viettel, hiện anh là cầu thủ của câu lạc bộ này. Nguyễn Sỹ Chiến sinh ngày 02/5/1999 có chiều cao 175 cm, cân nặng 68 kg, anh mang số áo 22, đá vị trí tiền đạo. Tính đến ngày 12/9/2022 anh đã có 1 lần ra sân trong màu áo câu lạc bộ bóng đá Viettel tại giải vô địch quốc gia V-league mùa giải 2022 - 2023. Trước đó anh đã có một mùa giải đá cho câu lạc bộ bóng đá Huế ở giải hạng Nhất. Hiện giá trị chuyển nhượng của anh là 25.000 EURO.
Thành tích cá nhân: Vô địch Giải bóng đá U21 Quốc gia năm 2021 trong màu áo câu lạc bộ Viettel mà anh là tác giả bàn thắng duy nhất được ghi ở phút thứ 21.

### Thế hệ thứ 2:
- Đạo diễn Bùi Tiến Huy sinh năm 1984 (thôn Then) con trai của NSND Bùi Đắc Sừ, hiện là đạo diễn của Trung tâm Phim truyền hình Việt Nam, anh được biết đến qua một loạt bộ phim truyền hình ăn khách trong thời gian gần đây như: Tình yêu không hẹn trước; Zippo, mù tạt và em (Đồng đạo diễn cùng NSND Trọng Trinh); Tuổi thanh xuân (phần 2); Cả một đời ân oán (Đồng đạo diễn với NSND Trọng Trinh và NSƯT Vũ Trường Khoa); gần đây nhất là Thương ngày nắng về (Đồng đạo diễn cùng NSƯT Vũ Trường Khoa). Đạo diễn Bùi Tiến Huy đoạt giải Cánh diều vàng trong các năm 2016 và 2021.
- Nguyễn Thanh Tùng (thôn Then) hiện là Tham tán nước Cộng hòa XHCN Việt Nam tại Cuba. Trước khi được bổ nhiệm chúc vụ Tham tán, ông Nguyễn Thanh Tùng là Cục trưởng của một Cục tại Bộ Ngoại Giao .

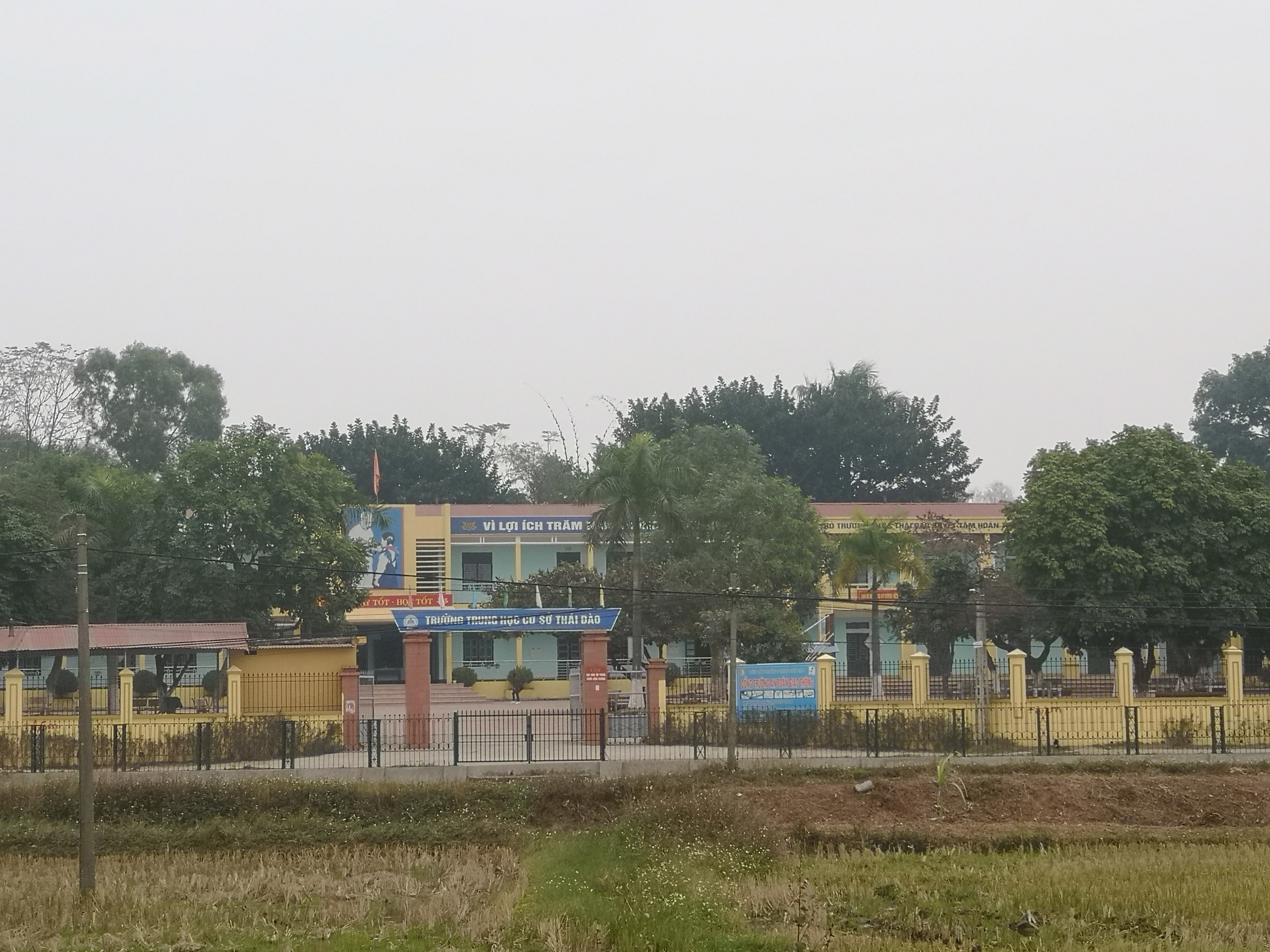
Hoàng Hương Giang - Top 5 Hoa hậu Việt Nam 2022, top 3 người đẹp tài năng, đồng thời đoạt giải phụ "Người đẹp có gương mặt khả ái". Cô Giang sinh năm 2003, cao 173 cm, nặng 48 kg, số đo 3 vòng 78-57-90, hiện cô là sinh viên năm thứ 2 khoa Kinh tế Quốc tế của trường Đại học Ngoại Thương. Hoàng Hương Giang có bố là Hoàng Văn Năng người thôn Giạ xã Thái Đào, hiện gia đình cô đang sinh sống tại thị trấn Phương Sơn huyện Lục Nam tỉnh Bắc Giang. Bố mẹ cô Giang hiện là giáo viên dạy Toán tại Trường THPT cùng tên trên địa bàn. Cô Hoàng Hương Giang trước đó đoạt giải Á khôi 1 Duyên giáng Ngoại Thương 2022. Được biết cô Hoàng Hương Giang có thành tích học tập ấn tượng, như: 12 năm liền là học sinh giỏi, từng đoạt giải Nhì học sinh giỏi môn Tiếng Anh cấp tỉnh, được tuyển thẳng vào Đại học Ngoại thương Hà Nội, điểm GPA tuyệt đối 4.0/4.0.
Một số hình ảnh về Thái Đào
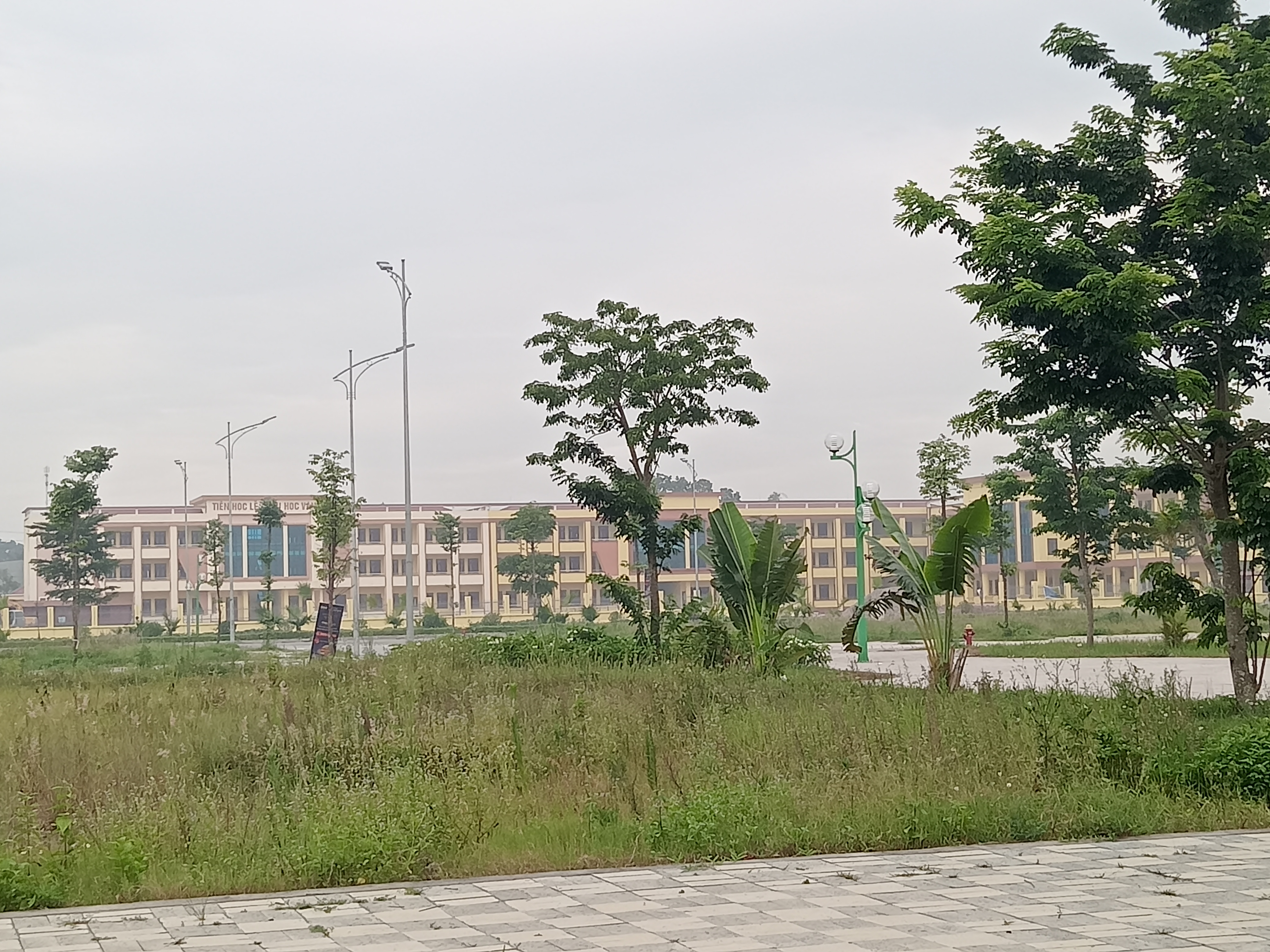
Trường THCS Thái Đào
- Trường Tiểu học Thái Đào
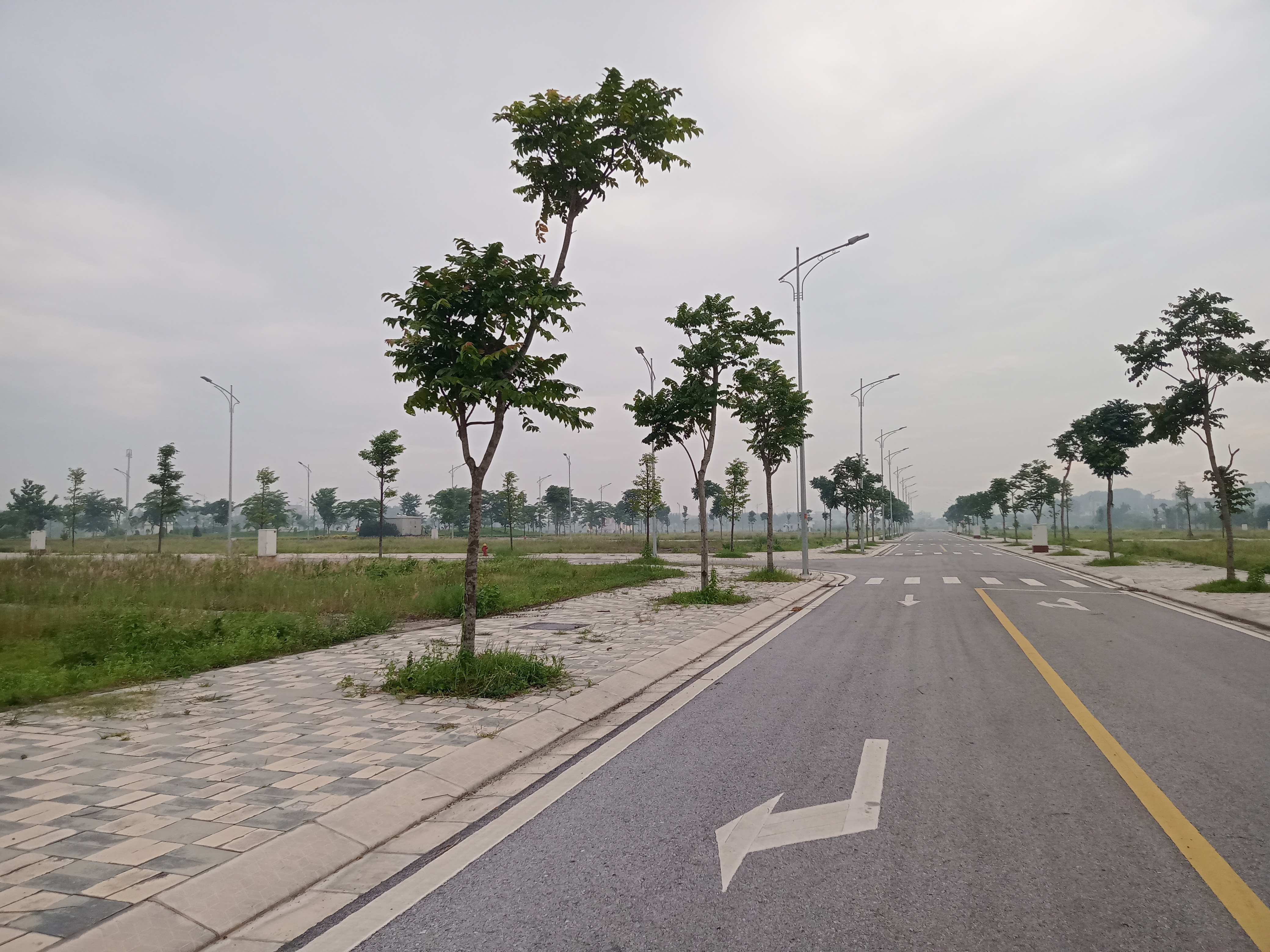
Khu đô thị Thái Đào Residence
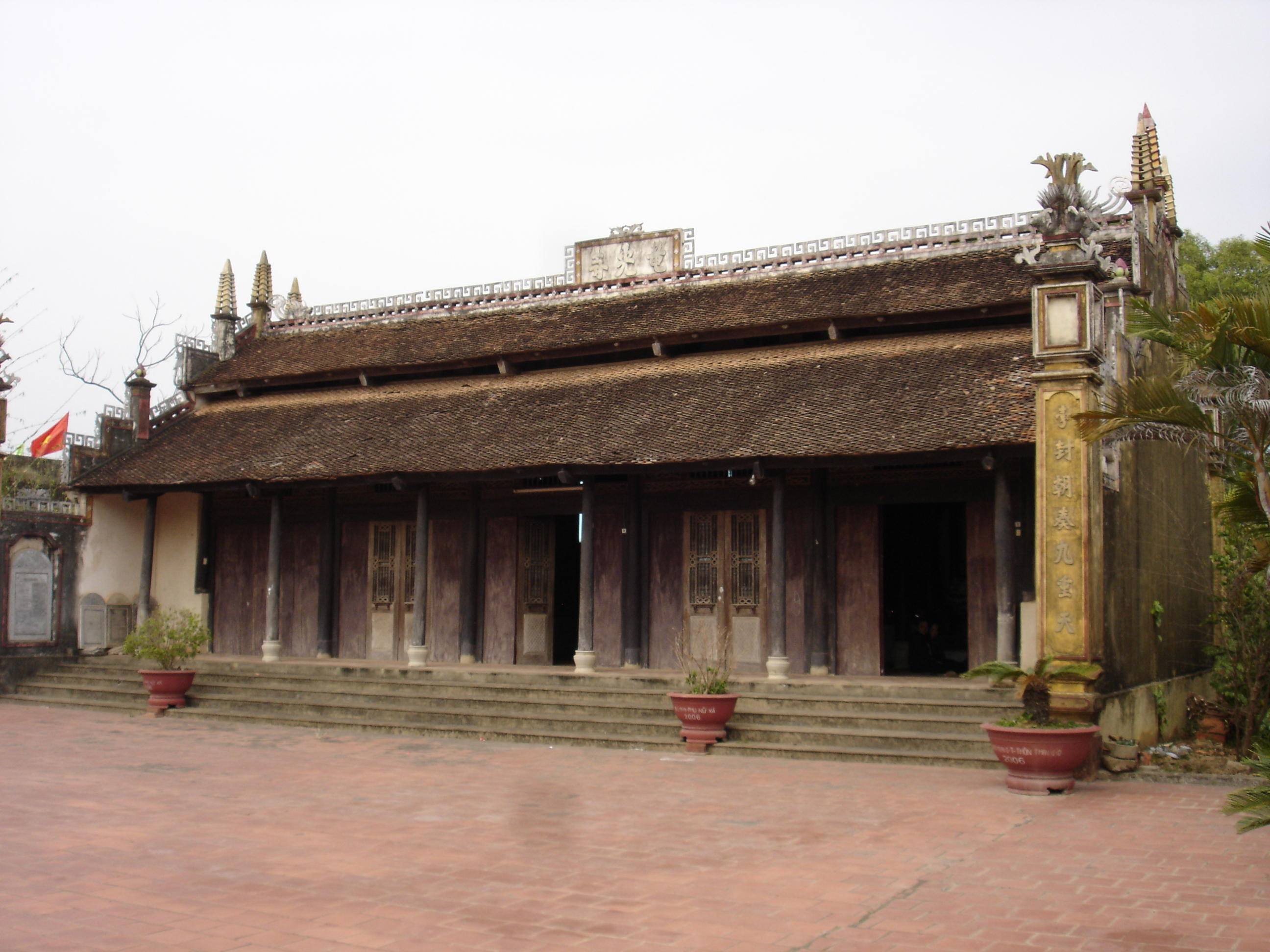
Long Hưng Tự (chùa Thái Đào)
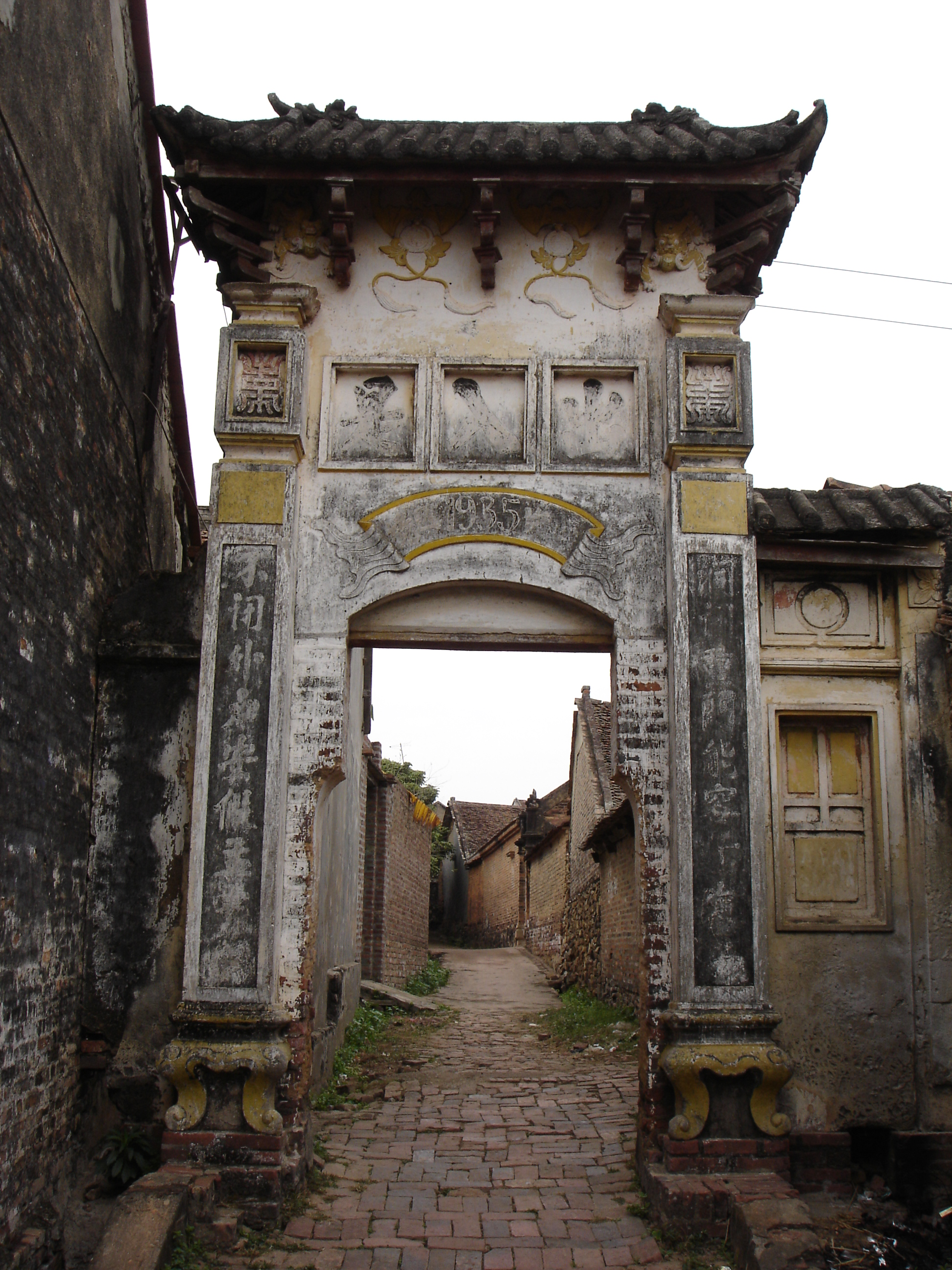